# Oligia multiplicata
Oligia multiplicata är en fjärilsart som beskrevs av Emilio Berio 1976-1977 [1977. Oligia multiplicata ingår i släktet Oligia och familjen nattflyn. Inga underarter finns listade i Catalogue of Life.